# Ehnen
Ehnen (lb. Éinen) – wieś (Uertschaft) we wschodnim Luksemburgu, w kantonie Grevenmacher, w gminie Wormeldange. Do 3 października 2015 miejscowość leżała w dystrykcie Grevenmacher. Liczy 940 mieszkańców (1 stycznia 2023).